# Tracadie
Tracadie ist eine Regional Municipality im Südosten des Gloucester County in der kanadischen Provinz New Brunswick. Sie befindet sich im Süden der Akadischen Halbinsel an der Mündung der Flüsse Big Tracadie River und Little Tracadie River in den Sankt-Lorenz-Golf. Tracadie erstreckt sich über eine Fläche von 516,61 km². 2016 lebten 16.114 Einwohner in Tracadie.
Die Verwaltungseinheit wurde am 1. Juli 2016 gegründet. Sie entstand aus dem Zusammenschluss der Gemeinde (Town) Tracadie-Sheila, 18 Local Service Districts (LSDs) sowie Teilen zweier weiterer LSDs. Die LSDs sind: Benoit, Brantville, Gauvreau-Petit Tracadie, Upper Portage River (Haut-Rivière-du-Portage), Haut-Sheila, Leech, Pointe-à-Bouleau, Pont La-France, Sainte-Rose, Pont Landry, Rivière à la Truite, Portage River-Tracadie Beach, Saumarez, Saumarez Parish, Saint Irénée and Alderwood, Saint-Pons, Inkerman Parish und Val-Comeau. Die beiden LSDs, die Teile zu der neuen Verwaltungseinheit beitrugen, sind Tabusintac und Inkerman Centre.  